# Johann Christian Friedrich Hæffner
Johann Christian Friedrich Hæffner (født 2. marts 1759 i Oberschönau ved Schmalkalden, død 28. maj 1833 i Uppsala) var en tysk-svensk komponist.
Efter sin første uddannelse i Tyskland kom han 1780 til Stockholm, hvor han blev organist ved den tyske kirke og syngemester ved operaen, senere 1793-1808 hofkapelmester ved samme, og har komponeret operaerne Electra, Alcides og Renaud. Hans idealer i musikken fremgår af hans valgsprog: "Händel, Gluck og Sebastian Bach er Gud Fader, Søn og den hellige Ånd i musikken".
Han passede dog ikke med alle sine egenheder for operaforholdene i Stockholm, bland andet ikke med Du Puy eller med abbed Vogler, men havde sine venner mest i digterkredsene, blandt andre Bellman og selskabet Par Bricole. Hans hovedvirksomhed knyttede sig derfor til Uppsala, hvortil han blev kaldet 1808, og hvor han forblev indtil sin død.
Han skaffede universitetsstaden sit første orkester og sit første studenterkor og blev efterhånden en højt skattet personlighed, støttet af Atterbom og Geijer, udgav melodier til svenske folkeviser (1814–17), fremdeles en Koralbok (1808), en Mässbok (1817), og på tilskyndelse af Geijer en ny Svensk Koralbok (1820–21). Samtidig blev han organist ved domkirken i Uppsala og stod som et mønster for Sveriges dalevende organister.
Af hans andre kompositioner skal nævnes hans Svenska sånger (1822), Svenska folkvisor for mandskor, mandskvartetter og en mængde akademiske festkompositioner (Universitetsbiblioteket i Uppsala). Desuden har han komponeret to oratorier, Försonaren på Golgatha (1809) og Försonaren på Oljoberget (1810) til tekster af Samuel Ödmann.